# وانغ لو (لاعبة كرة طائرة)
وانغ لو (8 أغسطس 1982 في الصين - ) هي لاعب كرة طائرة شاطئية ولاعبة كرة طائرة الصين. شاركت في دورة الألعاب الآسيوية 2002.

## وصلات خارجية
- وانغ لو على موقع الاتحاد الدولي beach volleyball database (الإنجليزية)
- وانغ لو على موقع قاعدة بيانات الكرة الطائرة الشاطئية (الإنجليزية)
- وانغ لو على موقع اللجنة الأولمبية الدولية (الإنجليزية)
- وانغ لو على موقع أوليمبيديا (الإنجليزية)
- وانغ لو على موقع اللجنة الأولمبية الصينية (الإنجليزية)